# Volucella liquida
Volucella liquida är en tvåvingeart som beskrevs av Wilhelm Ferdinand Erichson 1841. Volucella liquida ingår i släktet humleblomflugor, och familjen blomflugor. Inga underarter finns listade i Catalogue of Life.